# Poliarchia
A poliarchia kifejezés jelentése sokközpontú hatalom. Robert Dahl amerikai politológus vezette be a pluralista demokrácia jelölésére.

## Az öt korlátozó tényező
A poliarchiához igen jelentős mértékű társadalmi pluralizmusra van szükség, mert legalább ötféleképpen korlátozza a tisztségviselőket hatalmuk kizárólagossá tételében vagy abszolutista módon való kiterjesztésében az állampolgárok felett. Ezek a korlátozó tényezők a következőek:
1. A szervezetalapítás szabadsága.
2. A tisztségviselők pozícióért folytatott versenye miatt csökken az ellenőrizhetetlen vezetők kialakulásának veszélye.
3. A pluralista versengés miatt kompromisszumkész vezetők választódnak ki.
4. Léteznek alternatív információforrások, az állampolgárok a kormánytól független információkat is beszerezhetnek, melyeket érdekérvényesítésre felhasználhatnak.
5. A társadalmi pluralizmus a hatalom megosztásának komplex rendszerét alakítja ki, ahol nem semmisülnek meg a hierarchikus szervezetek, de lehetővé válik a sokközpontú hatalmi berendezkedés, a poliarchia.